# Jan Edgar
Jan Edgar, eigentlich Jan Edgar Balasits (* 5. Juli 1847 in Kolomea, Galizien; † 26. Juli 1900 in Woltersdorf bei Erkner) war ein österreichischer Theaterschauspieler, Theaterregisseur, Schriftsteller und Redakteur.

## Leben
Edgar stammte aus einer angesehenen Lemberger Beamtenfamilie und widmete sich, nachdem er seine Ausbildung in Wien in der Kierschnerschen Theaterakademie erhalten hatte, der Bühne zu. Sein erstes Engagement erhielt er 1871 am Hoftheater Dessau, dann kam er ans Weimarer Hoftheater, hierauf ans Stadttheater in Berlin.
1874 unterbrach er seine Bühnenlaufbahn und setzte seinen lange gehegten Plan, zum polnischen Schauspiel überzugehen, in Lemberg durch. Er wirkte daselbst als Darsteller und Regisseur in der polnischen Komödie, doch blieb dieser Schritt eine vorübergehende Episode in seinem Leben, wenngleich derselbe seine Vielseitigkeit und Gewandtheit gefördert hatte.
Schon 1875 spielte er am Dresdner Residenztheater, dann am Wiener Stadttheater (1878) unter Heinrich Laube, hierauf am Nationaltheater 1879, und dann am königlichen Schauspielhaus (1880) in Berlin. 1881 wurde er Mitglied des Oldenburger Hoftheaters. Danach folgte eine Epoche wechselnder Engagements (1884 in Danzig, 1885 in Augsburg, 1886 in Düsseldorf), bis er den Plan fasste, der Bühne ganz zu entsagen und sich dem Lehrfach und der schriftstellerischen Tätigkeit zu widmen, zu welchem Zweck er seinen Wohnsitz in Berlin aufschlug.
Seit 1880 versah er das Amt eines Redakteurs der Deutschen Bühnengenossenschaft bis zu seinem unerwarteten, von einer tödlichen Krankheit verursachten Ablebens während einer Sommerfrische.